# Peperomia rufescens
Peperomia rufescens är en pepparväxtart som beskrevs av C. Dc.. Peperomia rufescens ingår i släktet peperomior, och familjen pepparväxter. Inga underarter finns listade i Catalogue of Life.